# سافاس مانوسوس
سافاس مانوسوس مواليد 4 يوليو 1985 في سالونيك، هو لاعب كرة سلة يوناني. بدأ مسيرته الاحترافية في سنة 2005. يبلغ طوله 6 قدم 10 بوصة (2.1 م).

## المسيرة الاحترافية
لعب مع نادي ليتكابليس لكرة السلة في سنة 2006، ثم لعب مع نادي أوليمبياس باتراس لكرة السلة في موسم 2008–2009، ثم لعب مع نادي ليماسول لكرة السلة في موسم 2009–2010، ثم لعب مع نادي أوسترافا لكرة السلة في موسم 2011–2012.

## روابط خارجية
- سافاس مانوسوس على موقع كرة السلة الأوروبية.كوم (الإنجليزية)
- سافاس مانوسوس على موقع DraftExpress.com (الإنجليزية)
- سافاس مانوسوس على موقع ريلجم (الإنجليزية)